# Шлейфер, Андрей Маркович
Андрей Маркович Шлейфер (англ. Andrei Shleifer; род. 20 февраля 1961, Москва, РСФСР, СССР) — американский экономист. Профессор экономики в Гарвардском университете с 1991 года; лауреат медали Джона Бейтса Кларка в 1999 году за работу в области корпоративных финансов, финансовых рынков и экономики перехода. Самый цитируемый экономист в мире по версии RePEc. 

## Биография
Родился в еврейской семье в Москве, где семья проживала в районе Сокольники, на Маленковской улице. В 1976 году подростком эмигрировал вместе с родителями в США.
Бакалавр (1982, математика) Гарвардского университета; PhD по экономике (1986) Массачусетского технологического института. Преподавал в Принстоне (1986—87), Чикагском университете (1987—91; профессор с 1989) и Гарварде (с 1991).
Награждён медалью Дж. Б. Кларка (1999). Почётный член мюнхенского Центра экономических исследований (2004).
На май 2010 года имел максимальный среди всех экономистов индекс цитирования Хирша по версии RePEc — 54. На февраль 2024 года — индекс Хирша 170.

## Инцидент с консультированием Госкомимущества России
В начале 1990-х гг. Шлейфер был консультантом российского Госкомимущества по проблемам приватизации.
В 1997 году Шлейфер и его помощник и компаньон Джонатан Хэй (Jonathan Hay) были обвинены государственными органами США в нарушении законов о коррупции, так как помимо консультационной деятельности занимались инвестициями в России. В 2000 году правительство США подало гражданский иск против Шлейфера, Хэя и Гарвардского университета, потребовав компенсации ущерба на сумму до $102 млн. В итоге в 2005 году было заключено мировое соглашение, по которому ответчики обязались выплатить государству только $30 млн.